# 山崎敏夫 (外交官)
山崎 敏夫（やまさき としお、1922年8月13日 - 2000年6月7日）は日本の外交官。駐英特命全権大使。

## 人物
大阪府出身。東京大学法学部を卒業。1946年に外務省に入省。官房長やアメリカ局長、駐エジプト大使、駐南イエメン大使、駐インドネシア大使、駐英大使を歴任した。
1988年10月から公安審査委員会委員を務める。在任中の1995年3月にオウム真理教による地下鉄サリン事件が発生して一連のオウム真理教事件が注目されたことにより、公安調査庁がオウム真理教について破壊活動防止法が規定する解散請求を公安審査委員会に行なったことから、公安審査委員会委員の1人としてオウム真理教破壊活動防止法問題の審査にあたった（1997年1月に解散請求は棄却となった）。
2000年6月7日に東京都港区の病院で死去。